# Bodb
Bodb, Badb ou Badhbh est une créature féminine surnaturelle, liée à la guerre et aux massacres, décrite dans la littérature médiévale irlandaise la plus ancienne. Bodb est souvent considérée comme une figure de déesse issue de la mythologie celtique irlandaise. Elle est associée à la corneille. 
Selon les textes médiévaux, Bodb est distinguée ou confondue avec d'autres créatures féminines surnaturelles, comme la Morrigan, Nemain, Bé Néit ou Macha.

## Étymologie
Badb, Badba, Bodb ou Bodv signifie la « Corneille » en celte